# ورناکالانت
ورناکالانت (انگلیسی: Vernakalant) یک داروی ضد آریتمی کلاس III برای تبدیل حاد فیبریلاسیون دهلیزی، نوعی ضربان نامنظم قلب، به شکل انفوزیون داخل وریدی است. این دارو از سال 2010 برای استفاده در اتحادیه اروپا و بریتانیا تأیید شده است.

## کاربرد پزشکی
این دارو برای درمان فیبریلاسیون دهلیزی که تا سه روز در بزرگسالان پس از جراحی قلب یا تا هفت روز در بزرگسالان دیگر به‌عنوان انفوزیون داخل وریدی طول می‌کشد، استفاده می‌شود.

## موارد منع مصرف
ورناکالانت در شماری از بیماری‌های قلبی منع مصرف دارد:
- تنگی آئورت شدید،
- فشار خون پایین (فشار سیستولیک زیر ۱۰۰ میلی‌متر جیوه)،
- نارسایی قلبی (NYHA کلاس III–IV)،
- زمان QT طولانی،
- برادی کاردی شدید (ضربان قلب آهسته)،
- اختلال عملکرد گره سینوسی،
- بلوک دهلیزی بطنی درجه دوم یا سوم،
- سندرم حاد کرونری، از جمله حمله قلبی

ورناکالانت و سایر داروهای کنترل ریتم داخل وریدی (ضد آریتمی های کلاس I و کلاس III) نباید در فاصله چهار ساعت از یکدیگر تجویز شوند.

## عوارض جانبی
شایع‌ترین عوارض جانبی در مطالعات عبارت بودند از دیسژئوزی (اختلال در طعم، در ۱۸٪ بیماران)، عطسه (۱۳٪) و پارستزی (احساس غیرطبیعی پوست، ۷٪). آنها گذرا بودند و به ندرت منجر به سقط درمان می‌شدند.  عوارض جانبی بالقوه جدی شامل فشار خون پایین و تبدیل ریتم قلب به فلاتر دهلیزی به جای ریتم سینوسی طبیعی بود. فلاتر بیشتر به دوز دوم ورناکالانت پاسخ داد.

## مصرف بیش از حد
گزارش یک مورد از فردی وجود دارد که انفوزیون دوز کامل ورناکالانت را در نصف زمان توصیه شده دریافت شده است که منجر به تاکی‌کاردی (ضربان قلب سریع) بدون عوارض جانبی پایدار می‌شود.

## تداخل دارویی
داروهایی که آنزیم کبدی CYP2D6 را مهار می‌کنند، ممکن است از نظر تئوری غلظت ورناکالانت را در بدن افزایش دهند، زیرا دومی توسط این آنزیم متابولیزه می‌شود. اما مشخص شده است که این هیچ اهمیت بالینی ندارد. در حالی که این دارو به خودی خود یک مهارکننده CYP2D6 متوسط است، انتظار نمی‌رود که تأثیر مرتبطی بر سایر داروهایی که توسط این آنزیم تجزیه می‌شوند داشته باشد، زیرا فقط برای مدت کوتاهی در بدن باقی میماند. ورناکالانت احتمالاً با سایر داروهای ضد آریتمی تداخل دارد، اگرچه هیچ مطالعه رسمی انجام نشده است.

## فارماکولوژی

### مکانیسم عمل
این دارو مانند سایر ضد آریتمی‌های کلاس III، ورناکالانت کانال‌های پتاسیم دهلیزی را مسدود می‌کند و در نتیجه رپلاریزاسیون را طولانی می‌کند و با مسدود کردن نوع خاصی از کانال پتاسیم، جریان پتاسیم گذرا به سمت بیرون، با افزایش قدرت با افزایش ضربان قلب، با عوامل کلاس III معمولی متفاوت است. این بدان معنی است که در ضربان قلب بالا موثرتر است، در حالی که سایر داروهای کلاس III در این شرایط کارایی خود را از دست می‌دهند. همچنین کمی کانال پتاسیم hERG را مسدود می‌کند که منجر به طولانی شدن فاصله QT می‌شود. این ممکن است از نظر تئوری خطر تاکی کاردی بطنی را افزایش دهد، اگرچه به نظر نمی‌رسد که از نظر بالینی مرتبط باشد.
این دارو همچنین کانال‌های سدیم دهلیزی را مسدود می‌کند.

### فارماکوکینتیک و فارماکوژنومیک
پس از تزریق، این ماده به سرعت در بدن پخش می‌شود. در سرم خون، ۵۳ تا ۵۶ درصد آزادانه در گردش هستند و به پروتئین‌های پلاسما متصل نیستند. در افراد با عملکرد طبیعی CYP2D6، مسیر اصلی تخریب از طریق O-demethylation از طریق این آنزیم است. در متابولیسم‌های ضعیف 2D6، ورناکالانت عمدتاً با گلوکورونیداسیون غیرفعال شده و از طریق کلیه دفع می‌شود. نیمه عمر حذف در متابولایزرهای 2D6 گسترده (طبیعی) سه ساعت و در متابولایزرهای ضعیف ۵.۵ ساعت است. تفاوت بین متابولیسم‌های ضعیف و گسترده در مورد غلظت‌های اوج، AUC و نیمه عمر از نظر بالینی مرتبط نیست.
ورناکالانت آنزیم‌های CYP3A4، CYP1A2، CYP2C9، CYP2C19، CYP2E1 و پروتئین ناقل P-gp را مهار نمی‌کند.